# Külliye

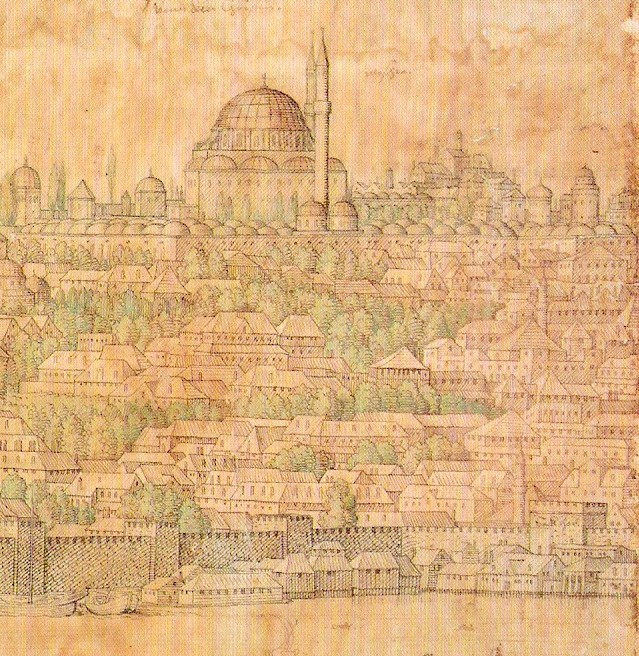
Der Sultan-Mehmed-Fatih-Komplex in Istanbul, hoch über dem Goldenen Horn, Ausschnitt aus Melchior Lorichs Panorama von Konstantinopel aus dem Jahre 1559

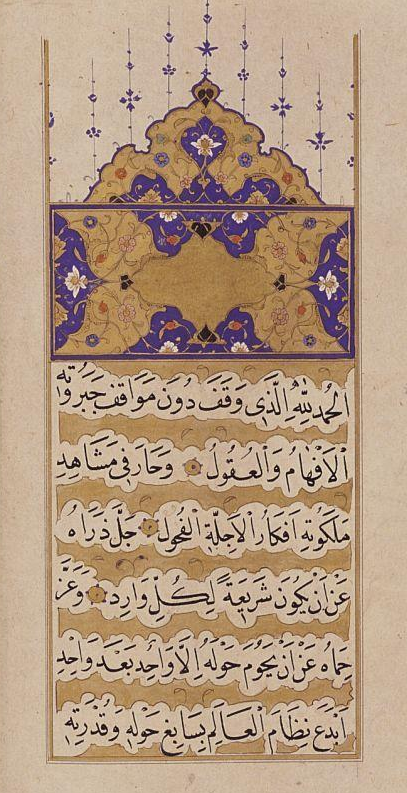
Haseki Hürrem Sultan Vakfiyesi, 1. Textseite der Stiftungsurkunde des Takiyyat-Haseki-Hürrem-Sultan-Komplexes, eines İmaret Roxelanes in Jerusalem von AH 964 / AD 1556–7, zentral gelegen zwischen Felsendom und Grabeskirche

Külliye ist der moderne Begriff aus dem frühen 20. Jahrhundert für eine sozio-religiöse Stiftung, die zu einer großen Moschee gehört und oft auch karitativen Zwecken dient. In osmanischen Urkunden wurde ein solcher Komplex meist als İmaret oder İmaret mit Freitagsmoschee bezeichnet.

## Bauwerke und deren Funktionen
Zu der Einrichtung einer Külliye gehören meist eine Armenküche (osmanisch عمارت İmaret), eine oder mehrere Hochschulen (Medrese / مدرسه), eine Bibliothek (Kütüphane oder Darülkütüb / دارالکتب), eine Elementarschule (Mektep / مکتب), ein Hospital (Darüşşifa / دارالشفاء), ein Bad (Hammam / حمام), Latrinen, ein öffentliches Brunnenhäuschen mit Getränkeausschank (Sebil / سبيل) und eine Karawanserei (Kervansaray / کاروان سرای) für Reisende. Manchmal sind ein sufitischer Derwisch-Konvent (Tekke / تكيه) oder ein Gästehaus für wandernde Derwische (Tabhane / طبع خانه) sowie ein offener oder geschlossener Markt angegliedert, dessen Mieterlöse der Stiftung zugutekommen und der der Versorgung des umgebenden Wohnviertels (Mahalle / محله) dient. Manche großen Sultanskülliyen sind mit einem Institut zur astronomischen Bestimmung der Gebetszeiten und ähnlichem (Muvakkithane / موقت خانه) ausgestattet. In den Moscheegärten ruhen in Mausoleen (Türbe / تربه) die Stifter der Külliyen und weitere bedeutende Persönlichkeiten. Heute dienen die Gebäude häufig anderen Zwecken.

## Architekturgeschichte
Das Konzept der Külliye geht zurück auf die verschiedenen Funktionen einer Moschee in der Frühzeit des Islam, als die Moschee ein Ort des Gebets und der religiösen Lehre war und als Herberge diente. Die ersten Külliyen in Anatolien wurden von den Artukiden errichtet. Ein bis heute erhaltenes Beispiel dieser Bauwerke ist die im frühen 12. Jahrhundert erbaute Eminüddin Külliyesi in Mardin. Im osmanischen Reich des 14. und 15. Jahrhunderts wurde es üblich, die Funktionen von Külliyen zu erweitern und den verschiedenen Funktionen eigene Gebäude zuzuweisen. Die bald nach der Eroberung Konstantinopels, in der zweiten Hälfte des 15. Jahrhunderts errichtete, in der Stiftungsurkunde Neues İmaret genannte Külliye der Istanbuler Fatih-Moschee wurde zum Vorbild ähnlicher Komplexe im gesamten Osmanischen Reich. Die größten und bedeutendsten Külliyen wurden in der Folge von den osmanischen Sultanen und ihren Familienangehörigen sowie von den hohen Würdenträgern des Reiches gestiftet.
„Külliye“ ist auch seit Januar 2015 die offizielle Bezeichnung des Präsidentschaftspalastes der Türkei, wobei mit diesem Namen an ottomanische Tradition angeknüpft werden soll.